# 网脉橐吾
网脉橐吾（学名：Ligularia dictyoneura）为菊科橐吾属的植物，是中国的特有植物。分布在中国大陆的云南等地，生长于海拔1,900米至3,600米的地区，见于灌丛、水边、林下及山坡，目前尚未由人工引种栽培。